# 顔のない月のディスコグラフィ
顔のない月のディスコグラフィ（かおのないつきのディスコグラフィ）では、アダルトゲーム『顔のない月』及びゲームを原作とするアダルトアニメ版の関連CDについて記述する。

## ゲーム関連

### 顔のない月 パーフェクトアレンジアルバム
『顔のない月 パーフェクトアレンジアルバム』（かおのないつき パーフェクトアレンジアルバム）は、アダルトゲーム『顔のない月』のサウンドトラック。2002年1月17日にファーストスマイル・エンタテイメントから発売された。全11曲収録。
アダルトゲーム『顔のない月』のBGM音源のアレンジ・リミックス、及び尾崎純子が歌うオリジナルボーカル曲を収録している。
ジャケットイラストは、CARNELIAN描き下ろし椿の浮かぶ池にある縛られた巫女姿の倉木鈴菜。
初回封入特典：CARNELIAN描き下ろしオリジナルイラストトレカ
収録曲目
1. 顔のない月（PIANO Ver） [6:00] / 歌入り：尾崎純子
2. メインテーマ（Strings Ver） [5:02]
3. 日常 [2:53]
4. 平穏 [5:51]
5. 静寂 [2:29]
6. 推理 [3:58]
7. 幸せ [3:50]
8. 散華 [3:24]
9. 鈴菜と水菜 [3:11]
10. 顔のない月（Instrument Ver） [5:44]
11. Psychedelia [4:22] / 作詞：JEYKU、歌入り：尾崎純子

### 顔のない月 コンプリートサウンドトラック
『顔のない月 コンプリートサウンドトラック』（かおのないつき コンプリートサウンドトラック）は、アダルトゲーム『顔のない月』のサウンドトラック。2002年11月22日にランティスから発売された。2枚組で、全37曲収録。
Disc 1ではKIM's SOUNDROOMが手掛けたアダルトゲーム『顔のない月』の全BGMを収録。Disc 2では神津裕之によるアレンジを収録している。
ジャケットイラストは、CARNELIAN描き下ろしキスをしようとしている羽山浩一と倉木鈴菜。
収録曲目
Disc 1 - オリジナルサウンドトラック
1. 顔のない月 [4:15] / 歌入り：RURI
2. メインテーマ Piano Ver. [4:04]
3. 日常 [2:18]
4. 平穏 [1:59]
5. 月光 [2:06]
6. 談笑 [1:43]
7. 静寂 [1:49]
8. 儀式 [2:08]
9. 緊張 [1:16]
10. 推理 [2:20]
11. 恐怖 [1:51]
12. 不安 [1:35]
13. 衝撃 [1:34]
14. 禍蛇 [1:34]
15. 幸せ [2:39]
16. 悪意 [2:08]
17. 秘密 [1:39]
18. 降臨 [2:02]
19. 夢幻 [2:46]
20. 散華 [1:56]
21. 回想 [3:08]
22. メインテーマ [4:32]
23. 顔のない月 カラオケVer. [4:15]
24. 鈴菜と水菜 [2:03]
25. 追跡 [1:56]
26. 顔のない月 Title [1:32]
27. 顔のない月 Limited Ver. [2:47]

Disc 2 - アレンジトラック
1. 追跡 [3:36]
2. メインテーマ Piano Ver. [4:10]
3. 散華 [4:36]
4. 鈴菜と水菜 [3:41]
5. 日常 [3:49]
6. 月光 [4:07]
7. 回想 [4:05]
8. 悪意 [3:02]
9. 幸せ [5:42]
10. 緊張 [3:30]

## アニメ関連

### 顔のない月 音楽集 〜月下楽人〜
『顔のない月 音楽集 〜月下楽人〜』（かおのないつき おんがくしゅう げっからくじん）は、アダルトアニメ『顔のない月』のサウンドトラック。2002年8月9日にピンクパイナップルから発売された。全12曲収録。
全曲は五十嵐洋が手掛けたコンテンポラリー・トラッド/フォークをイメージした上質な楽曲である。arcaが歌うオリジナル・エンディングテーマ「Cruel Moon」と同曲のInstrumentalにも収録されている。
ジャケットイラストは、アニメ版権描き下ろし縛られた巫女姿の倉木鈴菜。
収録曲目
1. 巫 -kannagi- [3:41]
2. 月光 -tsukikage-（Cruel Moon Instrumental Edit） [2:37]
3. 寿詞 -yogoto- [1:30]
4. 学園 -gakuen- [2:05]
5. 蓬莱 -hourai- [3:10]
6. Cruel Moon（International Edit） [3:11]
7. 客人 -marebito- [2:16]
8. 椿 -tsubaki- [2:06]
9. 童歌 -warabeuta- [5:40]
10. 寄坐 -yorimashi- [4:25]
11. 零光 -reikou- [2:36]
12. Cruel Moon（Original Edit） [3:09]

作詞：五十嵐洋、作・編曲：五十嵐洋、歌：arca